# Йорон (посёлок)
Йорон (яп. 与論町 Ёрон-тё:) — посёлок в Японии, находящийся в уезде Осима округа Осима префектуры Кагосима. Площадь посёлка составляет 20,49 км², население — 5240 человек (1 августа 2014), плотность населения — 255,73 чел./км².

## Географическое положение
Посёлок расположен на острове Йорон в префектуре Кагосима региона Кюсю.

## Население
Население посёлка составляет 5240 человек (1 августа 2014), а плотность — 255,73 чел./км². Изменение численности населения с 1980 по 2005 годы:
| 1980 | 7320 чел. |  |
| 1985 | 7222 чел. |  |
| 1990 | 6704 чел. |  |
| 1995 | 6210 чел. |  |
| 2000 | 6099 чел. |  |
| 2005 | 5731 чел. |  |

## Символика
Деревом посёлка считается Ficus microcarpa, цветком — гибискус.